# Sosnová u České Lípy
Sosnová (deutsch Künast) ist eine Gemeinde des Okres Česká Lípa in der Region Liberec im Norden der Tschechischen Republik. Sie liegt etwa drei Kilometer südlich von Česká Lípa (Böhmisch Leipa) an der Straße nach Mělník. Westlich des Dorfes fließt der Robečský potok durch den Höllengrund.
Internationale Bekanntheit erlangte die Ortschaft Sosnová durch die Motorsport-Rennstrecke Autodrom Česká Lípa, auf der seit Jahren u. a. Läufe zur Rallycross-Europameisterschaft der FIA ausgefahren werden.

## Geschichte
Ab Mitte des 19. Jahrhunderts gehörte die Gemeinde zum Gerichtsbezirk Böhmisch Leipa bzw. zum Bezirk Böhmisch Leipa.
In einem Wald nah der Gemeinde wurden am 7. Mai 1945 17 jüdische Häftlinge begraben, die auf dem Todesmarsch aus dem KZ-Außenlager Schwarzheide gestorben sind. Sie wurden später nach Česká Lípa überführt, wo sie am 10. Oktober 1945 auf dem Neuen Jüdischen Friedhof beerdigt wurden. An beiden Stellen befindet sich eine Gedenktafel.

## Gemeindegliederung
Für die Gemeinde Sosnová sind keine Ortsteile ausgewiesen. Zu Sosnová gehören die Ortslagen Lesná (Zuckmantel) und Ramš (Ramschen).